# Aeroporto Roland Garros
O Aeroporto de Roland Garros (em francês:  Aéroport de la Réunion Roland Garros), anteriormente conhecido como Aeroporto Gillot, é um aeroporto em Saint-Denis, na ilha francesa de Reunião, localizada no Oceano Índico, a leste de Madagascar. Seu nome é uma homenagem ao aviador francês Roland Garros, natural de Saint-Denis.
O aeroporto serve de hub para a Air Austral. 
O Aeroporto de Roland Garros é um dos principais das ilhas do Oceano Índico, tendo atendido mais de 2,1 milhões de passageiros em 2011.

## Companhias aéreas e destinos
| Companhias     | Destinos (voos diretos) |
| -------------- | --- |
| Air Austral    | Antananarivo, Bangkok, Bordéus, Dzaoudzi, Joanesburgo, Lyon, Mahé, Marselha, Maurício, Moroni, Nantes, Nouméa, Nosy-Be, Paris-Charles de Gaulle, Saint-Pierre, Sydney, Toamasina, Toulouse Sazonal: Bangkok-Suvarnabhumi |
| Air France     | Paris-Orly |
| Air Madagascar | Antananarivo, Antsiranana, Nosy Be, Toamasina, |
| Air Mauritius  | Maurícia |
| Corsairfly     | Lyon, Marselha, Paris-Orly |
| French Bee     | Paris-Orly |

## Passageiros transportados
| Ano  | Número de passageiros | Variação |
| ---- | --------------------- | -------- |
| 2000 | 1 490 382             | +7,1 %   |
| 2005 | 1 573 259             | -1,5 %   |
| 2006 | 1 364 036             | -13,3 %  |
| 2007 | 1 594 805             | +16,9 %  |
| 2008 | 1 654 105             | +3,7 %   |
| 2009 | 1 749 958             | +5,79 %  |
| 2010 | 1 970 575             | +12,6 %  |
| 2011 | 2 138 533             | +8,5 %   |